# Remixing the Human Soul
Remixing the Human Soul은 에픽하이와 플래닛 쉬버가 2009년 7월 22일에 발매한 리믹스 음반이다. CD 1장으로 구성되어 있으며, 에픽하이의 히트곡들을 리믹스하여 히든트랙을 포함하여 총 11 트랙이 수록되어 있다. 플래닛 쉬버가 프로듀스, 리믹스했다. 발매 직후 미국 아이튠즈 일렉트로니카 부문 톱 차트 10위 기록되기도 하였다. 리믹스 앨범이기 때문에 가사집에 가사가 실려 있지 않고, 대신 여러 장의 사진이 실려 있다.

## 배경
2009년 6월 8일, 타블로는 블로그를 통해 플래닛 쉬버와 함께 2008년 정규 5집 Pieces, Part One 부클릿 예정 작업에 써있었던 Remixing the Human Soul을 작업한다고 알렸다. 애당초 에픽하이가 자신들의 히트곡을 모아서 리믹스 작업을 하려고 했으나 일렉트로닉 밴드인 플래닛 쉬버에게 전적으로 맡겼고 결과적으로 완전히 다른 음악이 만들어져 디지털 음반으로 발매할 예정이었으나 음반으로 발매한다고 알렸다.
7월 9일, 블로그를 통해 에픽하이 히트곡과 여러 곡을 전곡 재편곡 및 재녹음한 Remixing the Human Soul이 7월 22일에 전국 유통으로 발매된다고 알렸다.
음반 발매 전 올림픽대로 듀엣가요제를 통해 출연했던 무한도전에서 정형돈과 듀엣을 이루어 '삼자돼면'이라는 팀을 이루어 〈바베큐〉라는 곡으로 참가했는데 7월 14일, 원래 참여곡으로 예정되어 있었던 〈전자깡패〉가 음반 히든트랙으로 실린다고 밝혔다. 음반 발매 전 〈전자깡패〉의 메이킹 필름 이 공개되어 이에 대한 관심으로 인해 사이트 방문자가 급격히 늘어났고 7월 22일, 음반 발매와 동시에 타블로는 블로그를 통해 〈전자깡패〉를 무료로 배포한다고 밝혔고 이 때문에 사이트의 트래픽이 초과되는 상황이 발생하기도 하였다.
7월 23일에는 강남 센트럴시티에서 에픽하이의 음반 발매 기념 사인회 가 열렸다. 음반은 발매한 직후인 7월 24일, 미국 아이튠즈 스토어 일렉트로니카 부문 톱 차트 10위 내에 기록되었다.
사이트 개편 후, 플래닛 쉬버의 멤버인 필터는 자신의 블로그를 통해 제작 과정을 올렸다.

## 수록곡
| #             | 제목                                                   | 작곡          | 편곡                  | 재생 시간 |
| ------------- | ------------------------------------------------------ | ------------- | --------------------- | --------- |
| 1.            | 〈Fly Higher〉 (feat. DH-style)                        | 타블로        | 플래닛 쉬버           | 3:55      |
| 2.            | 〈Love Love Loveless〉 (feat. 융진 of Casker)          | 타블로        | 필터                  | 4:04      |
| 3.            | 〈Breakdown the Wall〉                                 | 타블로        | DJ 프리즈             | 3:18      |
| 4.            | 〈버려진 우산〉 (feat. 리사)                           | 타블로        | 필터                  | 5:21      |
| 5.            | 〈1분 1초, a Little Memory〉 (feat. 타루)              | 타블로        | 필터, 디에이치 스타일 | 3:46      |
| 6.            | 〈Fanatic〉                                            | 타블로        | 필터                  | 3:52      |
| 7.            | 〈Back to the Future〉 (feat. Yankie)                  | DJ 투컷       | 플래닛 쉬버           | 4:44      |
| 8.            | 〈You Are the One〉 (feat. 호란 of Clazziquai)         | 타블로        | 플래닛 쉬버           | 7:21      |
| 9.            | 〈High Skool Dropout〉                                 | 얀키          | 필터, 디에이치 스타일 | 3:29      |
| 10.           | 〈Remap the Soul〉 (feat. MYK)                         | DJ 투컷       | 플래닛 쉬버           | 4:02      |
| 11.           | 〈(Hidden Track)〉                                     |               |                       | 0:04      |
| 12.           | 〈(Hidden Track)〉                                     |               |                       | 0:04      |
| 13.           | 〈(Hidden Track)〉                                     |               |                       | 0:04      |
| 14.           | 〈(Hidden Track)〉                                     |               |                       | 0:04      |
| 15.           | 〈(Hidden Track)〉                                     |               |                       | 0:04      |
| 16.           | 〈(Hidden Track)〉                                     |               |                       | 0:04      |
| 17.           | 〈(Hidden Track)〉                                     |               |                       | 0:04      |
| 18.           | 〈전자깡패 (Hidden Track)〉 (with. 정형돈 of 삼자돼면) | 타블로        |                       | 2:56      |
| 총 재생 시간: | 총 재생 시간:                                          | 총 재생 시간: | 총 재생 시간:         | 46:48     |

### 상세 정보
1. Fly Higher (feat. DH-Style)
3집 Swan Songs의 "Fly"를 리믹스
2. Love Love Loveless (feat. 융진 of Casker)
4집 Remapping the Human Soul의 "Love Love Love"를 리믹스
3. Breakdown the Wall
5집 Pieces, Part One의 "Breakdown"을 리믹스
4. 버려진 우산 (feat. Lisa)
5집 Pieces, Part One의 〈우산〉을 리믹스
5. 1분 1초, a Little Memory (feat. 타루)
소품집 Lovescream의 〈1분 1초〉를 리믹스
6. Fanatic
4집 Remapping the Human Soul의 "Fan"을 리믹스
7. Back to the Future (feat. Yankie of TBNY)
5집 Pieces, Part One의 "The Future"를 리믹스
8. You are the One (feat. 호란 of Clazziquai)
5집 Pieces, Part One의 "One"을 리믹스
9. High Skool Dropout
2집 High Society의 "High Skool"을 리믹스, 후에 마티즈의 광고음악으로도 쓰이기도 하였고 에픽하이의 정규 6집 [e]에 가사를 추가해, "High Skool Dropout (반항하지 마!)"로 실렸다.
10. Remap the Soul (feat. MYK)
북 앨범 魂: Map the Soul의 "Map the Soul"을 리믹스
11. (Hidden track)
삼자돼면(정형돈 + 에픽하이, MBC 무한도전의 올림픽대로 듀엣가요제에서 결성됐다.[8])의 〈전자깡패〉의 완성본, 무료 음원으로 공개되었기 때문에 유료 음원 사이트에 공개되지 않았다.

- 11번 트랙부터 17번 트랙은 4초 짜리의 빈 트랙으로 구성되어 있다. 실제 11번 트랙은 히든 트랙(Hidden Track)인 〈전자깡패〉이다.